# Sten Bergman
Sten Bergman (20 de outubro de 1895-19 de fevereiro de 1975) foi um zoólogo sueco e explorador que visitou a Coréia, Kamchatka, Papua Nova Guiné, Japão e muitos outros lugares.

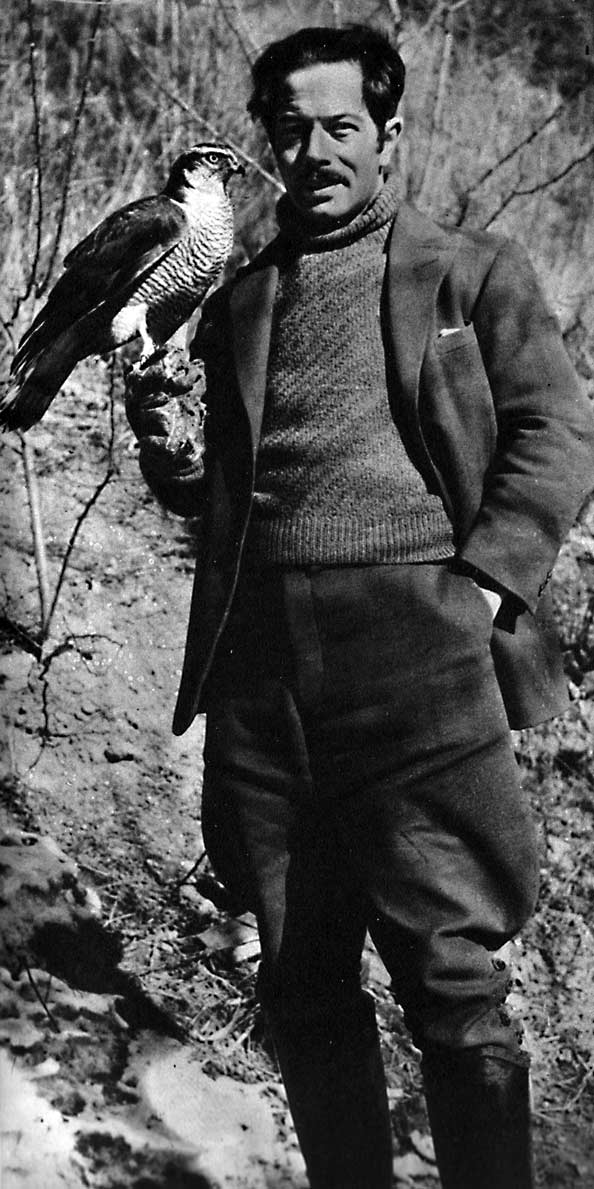
Sten Bergman na Coreia em 1936

## Carreira
Bergman nasceu em Ransäter, Suécia e era filho do professor Johan Bergman e Kerstin Henriksson. Obteve o grau de Bacharel em Artes em 1917, Licenciatura em Filosofia em 1925 e tornou-se doutor honorário em Estocolmo em 1952. 
Ele foi assistente e diretor interino do Museu Sueco de História Natural durante diferentes períodos de 1923. Bergman foi um conferencista de ciência popular desde 1923 e realizou turnês na Europa Central em 1926, 1933, 1955 e na Itália no mesmo ano, bem como no Japão em 1960 e 1962. Foi explorador na Península de Kamchatka de 1920 a 1923, nas Ilhas Curilas de 1929 a 1930, na Coréia de 1935 a 1936 e na Nova Guiné de 1948 a 1949, 1952 a 1953 e de 1956 a 1959. 
Bergman foi membro honorário da Royal Danish Geographical Society e membro correspondente da Geographische Gesellschaft em Vienna. 

## Viagens para o Japão
Bergman visitou o Japão em várias ocasiões durante suas expedições nas décadas de 1920 e 1930 durante suas explorações da Península de Kamchatka (1920-1923), Ilhas Curilas (1929-1930) e Coréia (1935-1936).
Mais tarde, ele retornaria às ilhas japonesas em 1960-1962, o que resultou em seu livro de viagens Det Fagra Landet (1962).  Durante suas viagens pelo país, ele viajou extensivamente e visitou lugares como Tóquio, Monte Fuji, Hokkaido, Yamagata, Matsushima, Kinkazan e Izu Oshima. Como durante suas visitas anteriores nas décadas de 1920 e 1930, Bergman passou algum tempo com o povo Ainu.
As suas viagens ao Japão resultaram no estudo ornitológico de várias espécies e raças japonesas de aves como a Garça -vermelha, o famoso Onagadori, a garça- real, o mergulhão, o estorninho-de-bochecha-branca e o rubi-garganta-da-sibéria.

## Expedição à Coreia
O livro de Bergman de 1938 In Korean Wilds And Villages relata uma expedição para estudar as aves encontradas no norte da Coréia. Viajando com um taxidermista, Bergman também coletou espécimes para os museus suecos de história natural e etnográfica. O livro também fornece comentários sobre vários aspectos da cultura coreana e da vida selvagem.

## Canibalismo na Nova Guiné
Em seu livro de 1962 Meu pai é um canibal, Bergman relata as experiências de dois anos passados com sua esposa na Nova Guiné, de 1956 a 1958.  Ele descreve sua adoção pelo chefe papua, Pinim e sua esposa, Akintjes, e os festivais, cerimônias e práticas canibais dos nativos papuas. O livro também inclui suas observações de plantas e animais interessantes, incluindo os cangurus arborícolas, perus da floresta, lianas cor de fogo, Bauhinia e besouros voadores.

## Vida pessoal
Em 1920, Bergman casou-se com Dagny Lindhé (nascida em 1890), filha do major Nils Lindhé e Ida Arnell.  Ele foi o pai da fotógrafa de natureza e escritora Astrid Bergman (1927–2015).  Bergman morreu em 1975 e foi enterrado no cemitério de Salem, no município de Salem, no cabo mais próximo de Bornsjön. 

## Prêmios e condecorações
Prêmios de Bergman: 
- Comandante da Ordem da Estrela Polar
- Cavaleiro da Ordem de Vasa
- Oficial da Ordem de Orange-Nassau
- Medalha Anders Retzius em prata
- Medalha Linné da Real Academia Sueca de Ciências em ouro
- Medalha do Travellers Club em prata
- Medalha de prata de Johan August Wahlberg